# Anthocaulus
 (février 2023).

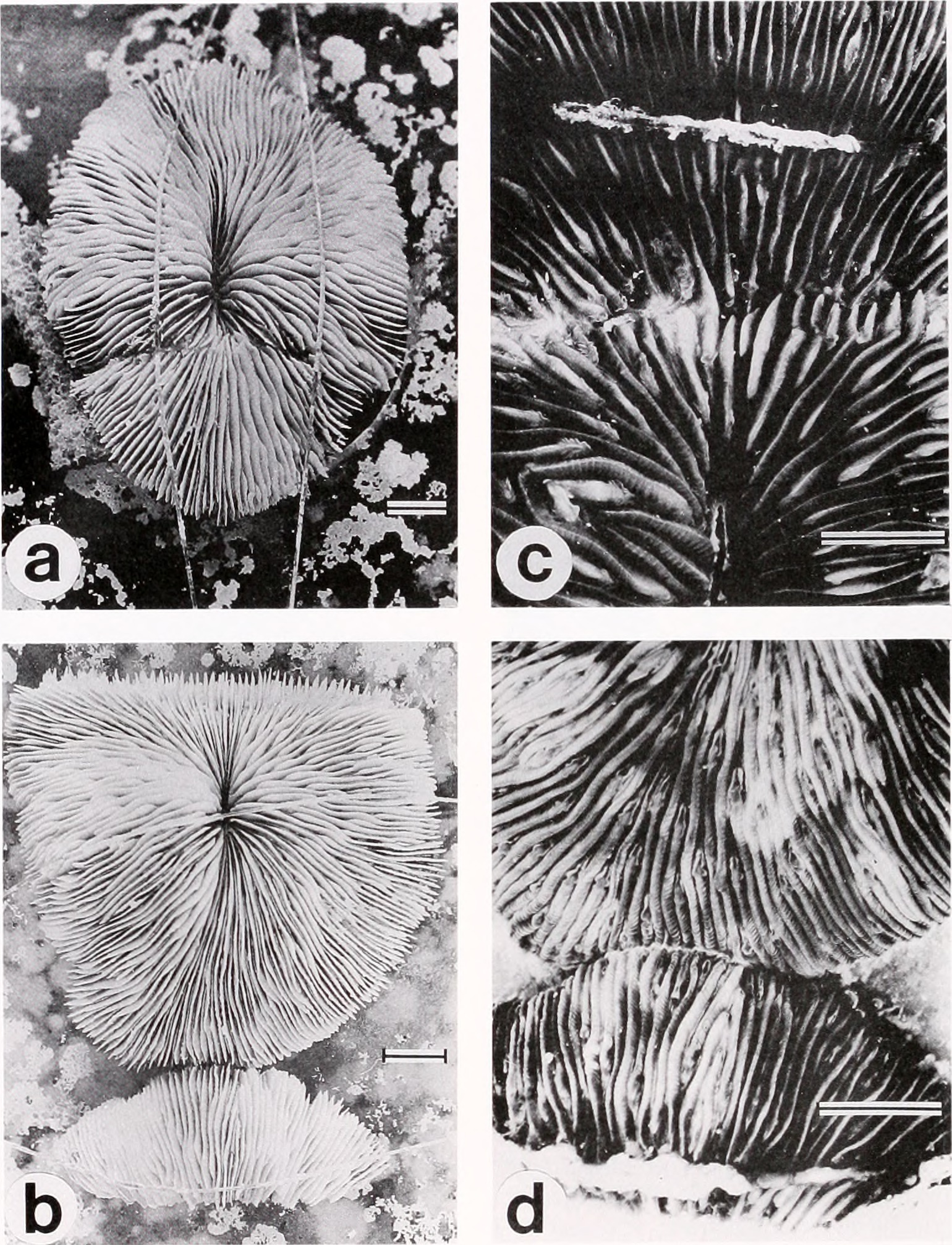
The Biological bulletin (20378952295)

Un anthocaulus (pluriel : anthocauli) est le nom donné à un polype qui se développe de manière asexuée (bourgeonnement) sur le squelette de certaines espèces lorsque les polypes mères subissent un fort stress ou lorsqu'ils sont en train de mourir.

## Espèces concernées
On parle principalement d'anthocaulus pour les espèces du genre Fungia.